# Campionato africano femminile di pallacanestro 2003
Il 16º Campionato africano femminile di pallacanestro FIBA (noto anche come FIBA AfroBasket Women 2003) si è svolto in Mozambico dal 18 dicembre al 28 dicembre 2003.
I Campionati africani femminili di pallacanestro sono una manifestazione biennale tra le squadre nazionali, organizzata dalla FIBA Africa. Vincitore della manifestazione fu la squadra della Nigeria.

## Squadre partecipanti
Gruppo A
- Angola
- Mozambico
- Tunisia
- Camerun
- Sudafrica

Gruppo B
- Senegal
- Nigeria
- Mali
- RD del Congo
- Algeria

## Turno preliminare

### Gruppo A
| Squadra   | G | V | P | PF  | PS  | DP   | P.ti |
| --------- | - | - | - | --- | --- | ---- | ---- |
| Angola    | 4 | 4 | 0 | 279 | 195 | +84  | 8    |
| Mozambico | 4 | 3 | 1 | 298 | 222 | +76  | 7    |
| Tunisia   | 4 | 2 | 2 | 251 | 244 | +7   | 6    |
| Camerun   | 4 | 1 | 3 | 216 | 251 | −35  | 5    |
| Sudafrica | 4 | 0 | 4 | 163 | 295 | −132 | 4    |

### Gruppo B
| Squadra      | G | V | P | PF  | PS  | DP  | P.ti |
| ------------ | - | - | - | --- | --- | --- | ---- |
| Senegal      | 4 | 3 | 1 | 283 | 208 | +75 | 7    |
| Nigeria      | 4 | 3 | 1 | 253 | 204 | +49 | 7    |
| Mali         | 4 | 3 | 1 | 255 | 254 | +1  | 7    |
| RD del Congo | 4 | 1 | 3 | 235 | 266 | −31 | 5    |
| Algeria      | 4 | 0 | 4 | 188 | 282 | −94 | 4    |

## Fase finale

### Primo-Quarto posto
|  | Semifinali | Semifinali | Semifinali |         |           | Finale          | Finale          | Finale          |  |
|  |            |            |            |         |           |                 |                 |                 |  |
|  | Nigeria    | Nigeria    | 64         |         |           |                 |                 |                 |  |
|  | Nigeria    | Nigeria    | 64         |         |           |                 |                 |                 |  |
|  | Angola     | Angola     | 61         |         |           |                 |                 |                 |  |
|  | Angola     | Angola     | 61         |         | Mozambico | Mozambico       | 63              |                 |  |
|  |            |            |            |         | Mozambico | Mozambico       | 63              |                 |  |
|  |            |            | Nigeria    | Nigeria | 69        |                 |                 |                 |  |
|  | Senegal    | Senegal    | Nigeria    | Nigeria | 69        | 62              |                 |                 |  |
|  | Senegal    | Senegal    |            |         |           | 62              |                 |                 |  |
|  | Mozambico  | Mozambico  | 63         |         |           | Finale 3º posto | Finale 3º posto | Finale 3º posto |  |
|  | Mozambico  | Mozambico  | 63         |         |           |                 |                 |                 |  |
|  |            |            |            |         |           |                 |                 |                 |  |
|  |            |            |            |         |           | Angola          | Angola          | 47              |  |
|  |            |            |            |         |           | Angola          | Angola          | 47              |  |
|  |            |            |            |         |           | Senegal         | Senegal         | 61              |  |

### Quinto-Sesto posto
|  | Finale  |         |    |  |
|  |         |         |    |  |
|  | Mali    | Mali    | 71 |  |
|  | Tunisia | Tunisia | 65 |  |

### Settimo-Ottavo posto
|  | Finale       |              |    |  |
|  |              |              |    |  |
|  | RD del Congo | RD del Congo | 72 |  |
|  | Camerun      | Camerun      | 64 |  |

### Nono-Decimo posto
|  | Finale    |           |    |  |
|  |           |           |    |  |
|  | Sudafrica | Sudafrica | 57 |  |
|  | Algeria   | Algeria   | 42 |  |

## Classifica finale
| Posizione | Squadra      | Risultati |
| --------- | ------------ | --------- |
| 1         | Nigeria      | 5-1       |
| 2         | Mozambico    | 4-2       |
| 3         | Senegal      | 4-2       |
| 4         | Angola       | 4-2       |
| 5         | Mali         | 4-1       |
| 6         | Tunisia      | 2-3       |
| 7         | RD del Congo | 2-3       |
| 8         | Camerun      | 1-4       |
| 9         | Sudafrica    | 1-4       |
| 10        | Algeria      | 0-5       |